# Comuna Bilobojnîțea, Ciortkiv
Bilobojnîțea (în ucraineană Білобожниця) este o comună în raionul Ciortkiv, regiunea Ternopil, Ucraina, formată din satele Bilobojnîțea (reședința), Kalînivșciîna și Semakivți.

## Demografie
Componența lingvistică a comunei Bilobojnîțea
     Ucraineană (99,27%)
     Alte limbi (0,74%)
Conform recensământului din 2001, majoritatea populației comunei Bilobojnîțea era vorbitoare de ucraineană (99,27%), existând în minoritate și vorbitori de alte limbi.